# Żaby (Łódź)
Pour les articles homonymes, voir Żaby.
Żaby (prononciation [ˈʐabɨ]) est un village de la gmina de Dobryszyce , du powiat de Radomsko, dans la voïvodie de Łódź, situé dans le centre de la Pologne.
Il se situe à environ 3 kilomètres (km) au nord de Dobryszyce (siège de la gmina), 13 kilomètres au nord de Radomsko (siège du powiat) et 68 kilomètres au sud de Łódź (capitale de la voïvodie).

## Administration
De 1975 à 1998, le village était attaché administrativement à l'ancienne voïvodie de Piotrków.

Depuis 1999, il fait partie de la nouvelle voïvodie de Łódź.